# Ozarba phaeocala
Ozarba phaeocala är en fjärilsart som beskrevs av Fletcher 1963. Ozarba phaeocala ingår i släktet Ozarba och familjen nattflyn. Inga underarter finns listade i Catalogue of Life.